# Modelo de cobertura legal
El modelo de cobertura legal, también conocido como modelo de Hempel, modelo de Popper-Hempel, teoría de la subsunción o modelo de cobertura legal inferencial, es un intento de capturar los rasgos característicos de la explicación científica. El modelo de cobertura legal es muy cercano a la idea pre-teórica que muchas personas no expertas pueden tener sobre la explicación científica.
El enfoque deductivo de la explicación se remonta al menos hasta Aristóteles, quien enunció claramente la tesis de que las explicaciones son argumentos deductivos. Más recientemente, John Stuart Mill y Ernest Nagel, entre otros, sostuvieron la idea de que explicar equivale a «subsumir» aquello que se desea explicar a una generalización o ley científica. Sin embargo, la primera formulación precisa del modelo de cobertura legal apareció en un artículo de 1948 titulado Studies in the logic of explanation y escrito por Carl Hempel y Paul Oppenheim, si bien Karl Popper ya lo había esbozado en su obra de 1934 La lógica de la investigación científica. Hempel y Oppenheim sostuvieron que una explicación científica es un argumento en el cual las premisas (leyes y datos) explican un hecho (o una regularidad) descrito por la conclusión de ese argumento. La importancia del trabajo de Hempel y Oppenheim consiste en el intento de clarificar cómo es que las explicaciones proveen comprensión y cuáles son los requisitos necesarios y suficientes para una explicación apropiada, se funda en un aparato técnico mucho más sofisticado que el utilizado por sus antecesores. En aquel artículo inaugural, Hempel y Oppenheim ofecieron una de las variedades del modelo de cobertura legal: el modelo nomológico-deductivo de explicación, que se distingue porque en este la forma del argumento es deductiva. El ahora célebre artículo de Hempel y Oppenheim, junto con sus numerosas secuelas debidas principalmente a Hempel, suscitó una cascada de críticas y tentativas de enmienda que se transformó rápidamente en la columna vertebral del debate sobre la explicación científica en el siglo XX y en la base de la noción de explicación científica propia del empirismo lógico en filosofía de la ciencia.

## El supermodelo de cobertura legal
El modelo ofrecido por Hempel y Oppenheim pronto se transformó en todo un supermodelo: en sucesivas publicaciones Hempel fue profundizando su análisis hasta acabar en tres modelos de explicación, todos ellos aplicables tanto a explicaciones de hechos como a explicaciones de leyes científicas. Lo que estos tres modelos tienen en común es que presentan las explicaciones científicas como argumentos en los que el enunciado que describe aquello que se desea explicar resulta de un razonamiento cuyas premisas están compuestas por leyes y datos. Más precisamente,en estos argumentos el conjunto de las premisas constituye el explanans, vale decir lo que explica, y este explanans debe incluir al menos una “ley de la naturaleza” de modo esencial, o sea esa ley debe resultar necesaria para la obtención de la conclusión. Ésta, llamada explanandum, es un enunciado que describe el hecho (o la ley, según el caso) que se desea explicar.

PREMISAS LEYES: LEY 1, LEY 2, LEY 3,... (Describen regularidades del comportamiento de la naturaleza)
PREMISAS DATOS: DATO 1, DATO 2, DATO 3... (Describen las condiciones de contorno del hecho)
CONCLUSIÓN: DATO QUE DESCRIBE EL HECHO A EXPLICAR
Un ejemplo muy sencillo puede ser la observación de que un objeto se cae cuando lo dejamos de sostener. ¿Por qué se cae? Una explicación según el modelo N-D sería algo así:
- Los objetos que tienen masa se atraen entre sí con una fuerza directamente proporcional a sus masas e inversamente proporcional al cuadrado de la distancia que los separa.
- El objeto que yo tenía en mi mano y la Tierra tienen masa.
- Mientras lo sostenía, la fuerza de mi mano contrarrestaba la que se producía entre la Tierra y el objeto.
- Cuando lo solté, la fuerza de mi mano desapareció y entonces la atracción de la Tierra produjo su caída.

Como dijimos, hay tres variedades de explicaciones C-L, a saber: (a) nomológico-deductivas (N-D), (b) estadístico-deductivas (E-D) y (c) estadístico-inductivas (E-I). La estructura de los modelos N-D y E-D es, desde luego, deductiva, pero se distinguen entre sí porque en el primero de ellos las leyes del explanandum son universales, en tanto que en el segundo esas leyes son estadísticas. Aparte de lo dicho, ambos modelos son casi idénticos, por lo que no merecen aquí análisis diferentes. 
El caso es distinto en lo referente a las explicaciones E-I, que presentan leyes estadísticas en el explanans y se caracterizan porque su estructura argumental es inductiva. Como consecuencia de su estructura lógica deductiva, las conclusiones de las explicaciones N-D y E-D se obtienen con certeza (lógica, no científica), en tanto que las propias de las explicaciones E-I se obtienen con cierta probabilidad, que Hempel requiere sea “elevada”.

En los tres submodelos C-L se deben cumplir los siguientes requisitos:
A) Adecuación lógica
```
   a) El explanandum debe ser una consecuencia lógica del explanans. Ésta es la
      manera de satisfacer el requisito de pertinencia explicativa del explanans respecto
      del explanandum.
   b) El explanans debe contener leyes generales (universales o probabilísticas según el
      caso) que resulten necesarias para la derivación del explanandum.
   c) El explanans debe poseer contenido empírico, es decir, debe ser posible  someterlo a
      prueba empírica.
```

B) Adecuación empírica
```
   a) Los enunciados del explanans deben ser verdaderos o, al menos, buenas
  aproximaciones a la verdad.
```

Es importante mencionar que las explicaciones C-L identifican la relación explicativa con la relación de “previsibilidad nómica” (nomic expectability) y que en particular “[l]as explicaciones nomológico-deductivas satisfacen el requisito de pertinencia explicativa en el sentido más fuerte posible: la información explicativa que proveen implica deductivamente el enunciado del explanandum y, de tal modo, ofrece un fundamento lógicamente concluyente de porqué había que esperar la ocurrencia el fenómeno del explanandum”. En otras palabras, explicar es mostrar que un hecho es previsible (con certeza en el N-D y con elevada probabilidad en el EI) en virtud de la fuerza nomológica de una ley de la naturaleza (una proposición que describe una regularidad universal).
Un caso particular de explicación C-L es el que Hempel llama esbozo de explicación y que describiremos más adelante como respuesta a una de las críticas que el supermodelo ha recibido. Más precisamente, en el contraejemplo A, en que se propone que la explicación se realiza en términos de causa y efecto, pero sin aludir a ley alguna y, por ende, sin constituir un argumento.

### Críticas generales al modelo de cobertura legal
El supermodelo C-L ha recibido críticas de diferente índole, algunas dirigidas a la supuesta suficiencia y otras a la supuesta necesidad de las características consignadas por Hempel y Oppenheim para la obtención de una explicación correcta en las distintas versiones del modelo. A continuación se mencionan los ejemplos de crítica más conocidos.
```
  A.
 El impacto de mi rodilla sobre el escritorio causó el vuelco del tintero
.
```

Este contraejemplo, ofrecido por Michael Scriven, ataca la necesidad de algunos de los requisitos propios del modelo C-L. Como puede verse claramente, el ejemplo del vuelco del tintero no contiene ninguna ley general explícita y tampoco consiste en un argumento. De lo que se trata es de un enunciado que invoca una relación causal entre dos acontecimientos, a saber el impacto de mi rodilla y el vuelco del tintero. En este ejemplo se interpreta que el primer evento, la causa, es la condición para que ocurra el segundo (el efecto). Se trata, pues, de un tipo de explicación causal. Hempel responde a las críticas de este tipo señalando que las explicaciones científicas no siempre tienen la forma propuesta por el supermodelo C-L, que es más bien un ideal. En efecto, en ocasiones estas explicaciones se expresan de manera elíptica, omitiendo información presupuesta por la explicación, pero que no se hace explícita; por ejemplo, es posible que en una explicación no se mencione ninguna ley. La solución de Hempel, como hemos dicho antes, consiste en tratar este tipo de explicaciones como esbozos explicativos, es decir explicaciones C-L cuya formulación está incompleta porque no se han hecho explícitas las leyes que “proveen el vínculo en razón del cual las circunstancias particulares [...] pueden servir para explicar la ocurrencia de un evento dado”, pero que sin duda presuponen esas leyes. Hempel ilustra esta idea recurriendo a su famoso ejemplo de las investigaciones del médico austríaco Ignàc Semmelweis. Semmelweis intentaba averiguar por qué morían con tanta frecuencia las embarazadas y los recién nacidos de uno de los pabellones de maternidad del Hospital General de Viena. Una circunstancia particularmente intrigante era que la enfermedad mortal, la “fiebre puerperal”, se producía con bastante mayor frecuencia en uno de los pabellones que en el otro. La respuesta, que lamentablemente tardó varios años en aparecer, involucraba la costumbre de los médicos practicantes del pabellón más desafortunado de realizar disecciones antes de pasar a revisar a las mujeres sin higienizarse adecuadamente las manos entre una y otra actividad. La aparición de la fiebre puerperal se explicaba como efecto de la contaminación de la sangre de las pacientes con materia animal descompuesta. Como se ve, en esta explicación no se hace alusión expresa a ninguna ley general, pero la propia explicación presupone que la contaminación con materia cadavérica generalmente lleva al
envenenamiento de la sangre. Según Hempel la simple máxima “Mismas causas, mismos efectos” ilustraría el carácter general de la atribución de causas, mostrando a su vez el carácter nomológico de las explicaciones que aluden a causas y efectos. 
Contrariamente a lo que el ejemplo anterior puede sugerir, para Hempel no son las causas las que soportan el peso de la relación explicativa, sino, como hemos advertido antes, las leyes. En relación con esto, al analizar las explicaciones en la historia, Hempel rechaza expresamente la invocación de supuestos metafísicos como el de la relación productiva entre causa y efecto, cuando no está sustentada en una ley general, a la vez que critica la idea de Maurice Mandelbaum de que la explicación de un hecho histórico no consiste “en formular leyes de las
cuales el caso particular sea un ejemplo, sino en la descripción de los hechos en su relación real recíproca determinante, al observar los hechos como productos y productores de cambios” (Mandelbaum 1938, pp. 13-14). Para Hempel, se trata de una concepción insostenible en virtud de la imposibilidad de observar esa supuesta relación de producción ya señalada por Hume. En consecuencia, la tesis de Mandelbaum cometería dos errores: (i) contradecir el “sentido científico del concepto de determinación, que se basa claramente en el de ley general” y (ii) no proveer “criterios objetivos que puedan indicar la relación buscada de determinación o producción”). 
```
  B. 
Un mástil vertical se eleva sobre un terreno plano bajo el sol.
```

Si estuviésemos interesados en ello, sería posible deducir la longitud de la sombra del mástil a partir de datos empíricos que describen la altura del mismo y la posición del sol en un momento dado, así como de la ley de la propagación rectilínea de la luz.
Tal como está planteado, este ejemplo ⎯ debido a Sylvain Bromberger⎯ muestra que un argumento deductivo con datos empíricos (la altura del mástil y la posición del sol) y leyes pertinentes (la de la propagación rectilínea de la luz) actuando como explanans permite deducir (explicar y predecir a la vez) otro dato empírico (la longitud de la sombra del mástil). Todos los requisitos de Hempel para las explicaciones N-D se han cumplido convenientemente. Sin embargo, una mirada más detallada parece mostrar que esos requisitos
no son suficientes para lograr una buena explicación porque, de modo semejante al planteado
en el ejemplo B, puede deducirse (explicarse y predecirse, según el N-D) la altura del mástil a
partir del mismo argumento, sustituyendo la altura del mástil por la longitud de la sombra del
mismo en las premisas. Esta opción es difícil de aceptar, pues si alguien preguntara “¿Por qué
ese mástil tiene una altura X?” esperaríamos, más bien, una respuesta relacionada con las
intenciones y logros de la persona que construyó y montó el mástil. Así pues, esta posibilidad de
poner de cabeza una explicación N-D, el llamado problema de asimetría, constituye, según
algunos autores, un grave defecto del modelo N-D. Una solución posible sería añadir alguna
condición, algún constreñimiento (temporal, por ejemplo) que impidiese voltear la explicación.
Otros ejemplos semejantes tienen por protagonistas la longitud y el período de un péndulo (caso
en el cual, según el modelo N-D, vale tanto explicar la primera por el segundo como viceversa, un eclipse lunar (el cual puede ser explicado deduciendo su ocurrencia a partir de las posiciones relativas de la Tierra, el Sol y la Luna en un momento dado anterior al eclipse, en conjunción con las leyes de la mecánica celeste que gobiernan su movimiento y el brusco descenso de la lectura de un barómetro, el cual puede ser
utilizado para inferir la proximidad de una tormenta. En cada caso, la utilización de
aproximadamente la misma información pertinente (datos y leyes) permite realizar deducciones en sentidos que resultan fuertemente contrarios a nuestra intuición de lo que es aceptable como
explicación. En el primer caso, inferir la ocurrencia de un eclipse a partir de los datos de las
posiciones de la Tierra, el Sol y la Luna nos dejaría con el incómodo resultado de explicar
eventos pasados en términos de eventos futuros. En el segundo caso, se da una situación
análoga. ¿Diremos que el descenso brusco de la lectura del barómetro explica la tormenta o que
es ésta la que explica ese descenso? Y ¿permite cualquiera de esas deducciones una mejor comprensión del fenómeno que deseamos entender?
```
  C. 
El consabido John Jones explica a su mujer que él no ha quedado embarazado porque ha estado 

tomando las píldoras anticonceptivas de ella
.
```

Para comenzar, disponemos de una enorme cantidad de datos que indican que otros varones que jamás han tomado anticonceptivos tampoco han quedado embarazados. Más aún, tenemos poderosas razones para predecir que ningún varón quedará embarazado ya sea que tome o no los anticonceptivos. Aun suponiendo que hubiese alguna “ley” que relacionara los anticonceptivos con la imposibilidad de quedar embarazado, no sería fácil aceptar que lo que
explica el estado de John es la ingesta de píldoras anticonceptivas. En rigor, ningún científico con conocimientos de fisiología reproductiva admitiría semejante explicación. En este caso, proporcionado por Wesley Salmon, es la pertinencia explicativa de las premisas la que se halla en juego. El supuesto factor explicativo en el explanans (la ingestión de anticonceptivos por John Jones) es irrelevante, no resulta pertinente para el explanandum (su ausencia de embarazos). Otro ejemplo semejante es el de la pastilla de sal “hechizada”.